# Diecéze harpaská
Diecéze Harpasa je titulární diecéze římskokatolické církve.

## Historie
Harpasa, ztotožnitelná s ruinami Harpaskale v dnešním Turecku, je starobylé biskupské sídlo nacházející se v římské provincii Kárie. Diecéze byla součástí Konstantinopolského patriarchátu a sufragánnou arcidiecéze Stauropolis.
Dnes je využívána jako titulární biskupské sídlo; v současnosti je bez titulárního biskupa.

## Seznam biskupů
- Fanius (zmíněn roku 431)
- Zoticus (zmíněn roku 451)
- Ireneus
- Leonus (zmíněn roku 879)

## Seznam titulárních biskupů
- 1911 - 1927 Josef Pfluger
- 1927 - 1940 Bl. Pavel Peter Gojdič, O.S.B.M.
- 1940 - 1969 Stanislav Zela